# Малышев, Александр Евгеньевич
Алекса́ндр Евге́ньевич Ма́лышев (25 сентября 1919 — 4 июня 2004) — советский дипломат. Чрезвычайный и полномочный посол.

## Биография
Член ВКП(б).
- В 1946—1949 годах — сотрудник центрального аппарата МИД СССР.
- В 1949—1952 годах — сотрудник посольства СССР в Болгарии.
- В 1953—1954 годах — сотрудник центрального аппарата МИД СССР.
- В 1954—1957 годах — первый секретарь посольства СССР в Югославии.
- В 1957—1958 годах — советник посольства СССР в Югославии.
- В 1958—1960 годах — на ответственной работе в центральном аппарате МИД СССР.
- В 1960—1963 годах — заместитель заведующего II Африканским отделом МИД СССР.
- В 1963—1964 годах — советник посольства СССР в Чехословакии.
- С 21 октября 1964 по 9 октября 1969 года — чрезвычайный и полномочный посол СССР в Тунисе.
- В 1969—1972 годах — на ответственной работе в центральном аппарате МИД СССР.
- С 19 июля 1972 по 28 августа 1978 года — чрезвычайный и полномочный посол СССР в Камеруне.
- В 1979—1983 годах — на ответственной работе в центральном аппарате МИД СССР.